# Aeropuerto Internacional de Zamboanga
El Aeropuerto Internacional de Zamboanga (en tagalo:  Paliparang Pandaigdig ng Zamboanga) (IATA: ZAM, ICAO: RPMZ) es el aeropuerto principal que sirve la ciudad de Zamboanga en la isla de Mindanao al sur de las Filipinas. El aeropuerto es el tercero más ocupado de Mindanao después del Aeropuerto Internacional Francisco Bangoy en Dávao y el Aeropuerto Lumbia en la ciudad Cagayán de Oro. El espacio tiene una superficie total de 270 hectáreas.
El aeropuerto se clasifica oficialmente como un aeropuerto internacional por la Autoridad de Aviación Civil de Filipinas, a pesar de que solo ofrece servicios de pasajeros domésticos programados. Esta es la misma agencia que dirige no sólo el aeropuerto internacional de Zamboanga, sino el resto de aeropuertos de las Filipinas, excepto los principales aeropuertos internacionales.
El aeropuerto comenzó como Campo Moret, un campo de aviación estadounidense que fue construido a partir de un establecimiento de un aeródromo japonés justo al norte de Zamboanga . La construcción se inició por las tropas de la Mancomunidad de Filipinas poco después de que las fuerzas estadounidenses desembarcaron en la actual localización el 15 de marzo de 1945. Fue mejorada por una unidad de construcción de aeródromos el ejército estadounidense usando una considerable mano de obra filipina.